# Lewis Cass

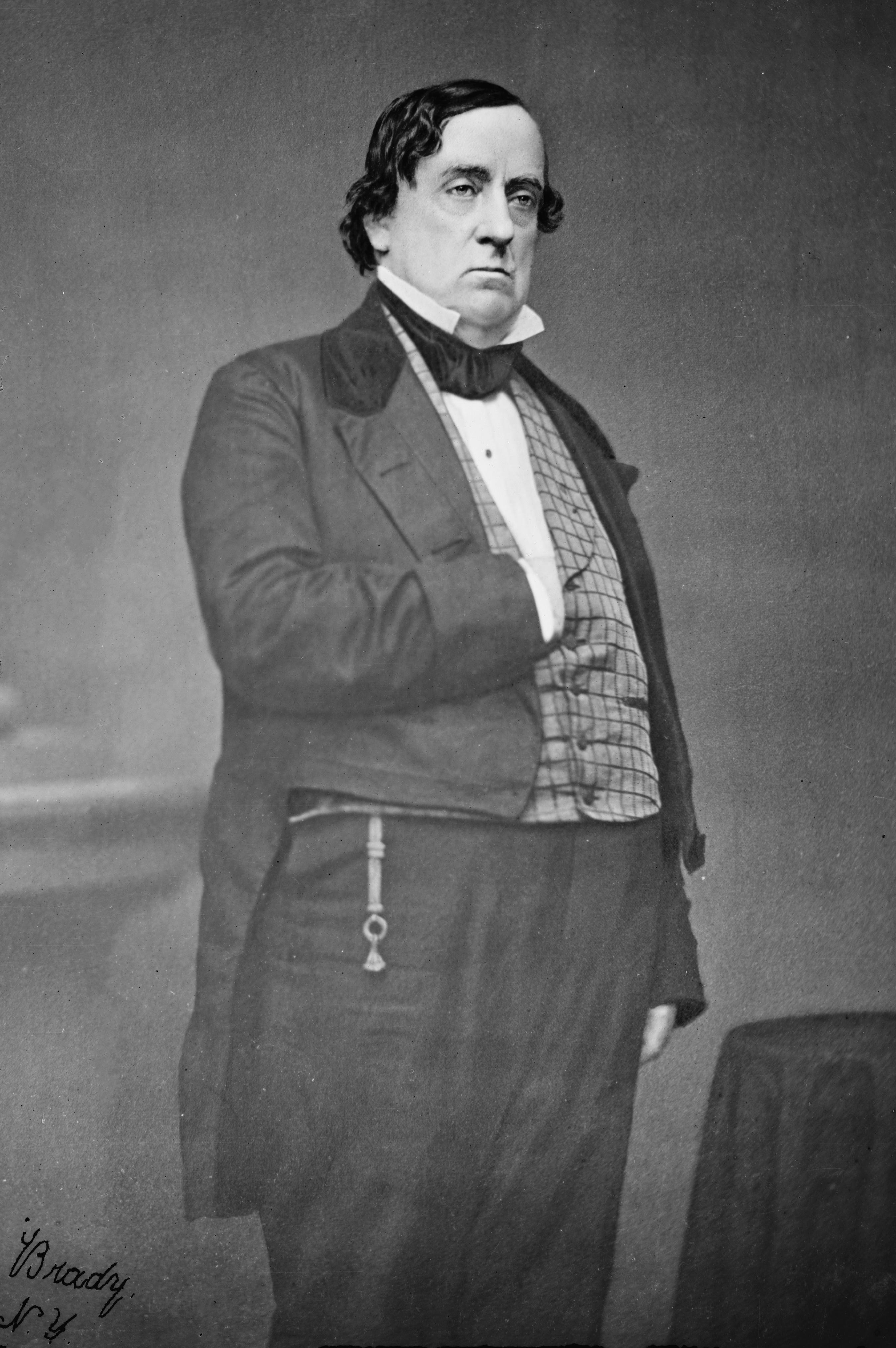
Lewis Cass

Lewis Cass (9 de outubro de 1782 — 17 de junho de 1866) foi um militar e político estadunidense.
Durante sua longa carreira política, Cass foi governador do território de Michigan, embaixador, senador, secretário da guerra, secretário de estado, e recebeu uma indicação à presidência dos Estados Unidos pelo Partido Democrata em 1848.